# Hypomecis humanitas
Hypomecis humanitas är en fjärilsart som beskrevs av Sato 1988. Hypomecis humanitas ingår i släktet Hypomecis och familjen mätare. Inga underarter finns listade i Catalogue of Life.